# Nakula
En la épica Hindu Mahabharata, Nakula era el cuarto hermano de los cinco Pandavas. Nakula y Sahadeva eran gemelos nacidos de Madri, esposa de Pandu, quien había invocado a los gemelos Ashwini Kumaras utilizando la bendición de Kunti. Nakula y su hermano Sahadeva, son conocidos como Ashvineya(आश्विनेय), ya que nacieron nacieron de Ashvinas.

## Vida en Hastinapur

### Intento de Shalya por hacer de Nakula y Sahadeva sus herederos
Años después del suicidio de Madri, su hermano, el rey Shalya, gobernante del reino de Madra, cada año mandaba traer a sus sobrinos Nakula y Sahadeva a Madra para un encantamiento.  En su decimoquinto cumpleaños, Shalya les reveló a los gemelos su intención de hacerlos sus herederos. Shalya argumentó que Nakula podría llegar a ser rey, en lugar de ser el cuarto sucesor en línea recta al trono de Hastinapura, y esto solo en caso de que Yudhishthira los nombrara herederos. Nakula señaló que Shalya solo quería a Nakula y Sahadeva como sus herederos porque ambos eran de hecho hijos de dioses, con esta táctica Shalya dejaba fuera del trono a sus propios hijos. Nakula afirmó que al quedarse con los Pandavas no les daban ninguna ventaja pero que sus hermanos y Kunti les amaban sinceramente y nunca tratarían de hacerlos sus peones. Nakula se lamentó que al convertirse en heredero de Shalya se convertiría en su peón. Después de deliberar, Nakula se convence de que Shalya está siendo sincero. Él y Sahadeva se convierten en herederos al trono, pero Sahadeva puso como condición que ellos siempre estarían con los Pandavas.

## Exilio
El que Yudhishthira  perdiera en el juego de dados significó que todos los Pandavas tuvieran que vivir en el exilio durante 13 años. Una vez en el exilio, Jatasura, disfrazado como Brahmin, secuestró a Nakula junto con Draupadi, Sahadeva y Yudhishthira. Bhima les rescató y en la lucha que se llevó a cabo, Nakula mató a Kshemankara, Mahamaha y Suratha.
En el decimotercer año, Nakula se disfrazó como un mozo de cuadra y asumió el nombre de Granthika (en otras versiones, Jayasena) en el Reino de Matsya. Trabajó como entrenador de caballos en los establos del rey.

## Participación En La Guerra de Kurukshetra

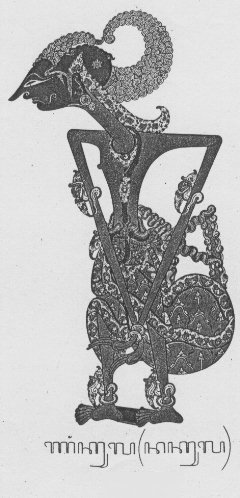
Nakula según un Wayang javanés

Nakula quería que Drupada fuera el general del ejército Pandava, pero Yudhishthira y Arjuna optaron por Dhristadyumna.
Como guerrero, Nakula derrotó a héroes de guerra prominentes del bando enemigo. La bandera del carro de combate de Nakula tenía la imagen de un ciervo rojo con la espalda dorada. Nakula era el dirigente de uno de los siete Akshahuni del ejército de los Pandavas.
En el primer día de la guerra, Nakula  venció a Dussasana, le perdonó la vida para que Bhima pudiera cumplir su promesa.
En el día decimoprimero, Nakula derrota a Shalya, destruyendo el carro de combate de su tío.
En el día decimotercero, su avance hacia la formación definida por Drona fue rechazado por Jayadratha.
En el decimocuarto día,  derrota a Shakuni.
En el decimoquinto día, fue derrotado por Duryodhana, siendo rescatado por Chekitana.
En los días decimosexto y decimoséptimo, dio una fuerte pelea a Karna, pero fue vencido y su vida perdonada por el último.
En el decimoctavo día de la guerra  mató a tres hijos de Karna: Sushena, Chitrasena y Satyasena.

## Después de la Guerra
Debido a la muerte de Shalya, Yudhishthira nombró a Nakula y Sahadeva como los reyes del reino Madra.

## Muerte
Al inicio del Kali Yuga y luego de la partida de Krishna, los Pandavas se retiraron. Renunciando a todas sus pertenencias y ataduras, los Pandavas acompañados por un perro, hicieron su último viaje de peregrinación al Himalaya.
Excepto Yudhishthira, todos los Pandavas se debilitaron y murieron antes de alcanzar el cielo. Nakula fue el tercero en caer después de Draupadi y Sahadeva. Cuando Bhima le pregunta a Yudhishthira por qué murió Nakula, la razón dada es su orgullo en su belleza y su creencia de que nadie lo igualaba en apariencia.

## Habilidades especiales
- Cuidado de caballos: el profundo entendimiento de Nakula en cuanto a la cría y entrenamiento de caballos está documentado en el Mahabharata después de la muerte de Narakasura por Krishna. En una conversación con Virata, Nakula afirmó conocer el arte de tratar todas las  enfermedades de caballos. También era una hábil conductor de carros de combate.[8][9]
- Ayurveda: Por haber sido hijo de los médicos de los dioses Ashwini Kumaras, se cree que Nakula era también experto en Ayurveda.[10]
- Espadachín: Nakula era un brillante espadachín, muestra sus habilidades con la espada al matar a los hijos de Karna en el decimoctavo día de la guerra de Kurukshetra.

## En los Medios de comunicación
- En el Mahabharat (1988 serie de televisión india), Sameer interpretó a Nakula.
- En el Mahabharat (2013 serie de televisión india), Vin Rana actuó como Nakula.
- En  el Suryaputra Karn (2015 serie de televisión india), Buneet Kapoor interpretó a Nakula.

## Citas
1. ↑  K.S. Gautam, ed. (1990). India through the ages. Publication Division, Ministry of Information and Broadcasting, Government of India. p. 73.
2. ↑  Encyclopaedic dictionary of Purāṇas (1st edición). New Delhi: Sarup & Sons. 2001. p. 900. ISBN 9788176252263.
3. ↑  The Indian encyclopaedia : biographical, historical, religious, administrative, ethnological, commercial and scientific (1st edición). New Delhi: Cosmo Publications. 2002. p. 4462. ISBN 9788177552713.
4. ↑  The Mahabharata : a modern rendering. New York: iUniverse, Inc. 2006. p. 88. ISBN 9780595401888.
5. ↑  «Mahabharata Text».
6. ↑  «The Mahabharata, Book 8: Karna Parva: Section 48». sacred-texts.com. Consultado el 27 de enero de 2018.
7. ↑  http://www.sacred-texts.com/hin/m17/m17002.htm
8. ↑  «Mahabharata Text».
9. ↑  Medicines of early India : with appendix on a rare ancient text (Ed. 1st. edición). Varanasi: Chaukhambha Sanskrit Bhawan. 2003. ISBN 9788186937662.
10. ↑  Surya, the Sun god (1st edición). Delhi: Uma Publications. 1999. ISBN 9788190100823.

- Datos: Q1978476
- Multimedia: Nakula / Q1978476